# Investiture des rois d'Espagne

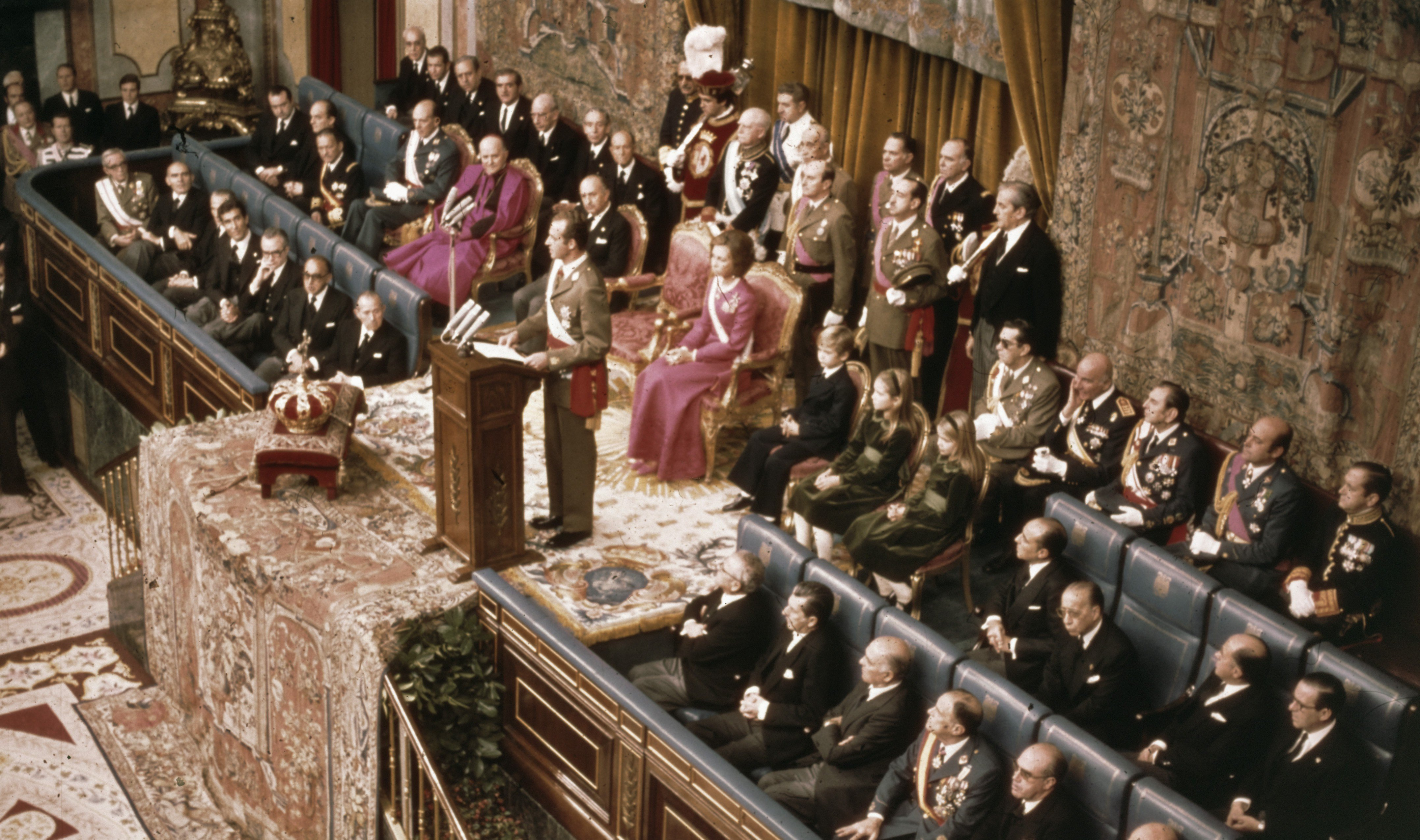
Prestation de serment de Juan Carlos Ier.

L'investiture des rois d'Espagne désigne les diverses cérémonies organisées au cours de l'histoire de l'Espagne lors de l'intronisation d'un nouveau monarque.
Si durant le Moyen Âge, les différents royaumes hispaniques pratiquent généralement le couronnement et l'onction, issus directement des pratiques wisigothiques, la tendance à une cérémonie plus simple apparait dans la Castille du XIe siècle. Ainsi, la monarchie catholique espagnole ne partagera pas les mêmes traditions liturgiques de sacre et d'intronisation de ses voisins français, anglais ou écossais. Depuis 1902, le rituel d'une prestation de serment constitutionnel (rappelant l'investiture des rois des Belges) marque symboliquement l'accession au trône des nouveaux monarques.

## Histoire

### Espagne wisigothique
Dans le royaume wisigoth, le souverain était initialement élu par les hommes libres, puis acclamé et porté sur un bouclier ou sur une chaise (conformément à la tradition germanique qui ne faisait du chef qu'un primus inter pares).  Ce n'est qu'à l'initiative du roi Léovigild que fut adopté le cérémonial byzantin, sans que le caractère électif de la monarchie ne soit toutefois fondamentalement rejeté. 
La première trace certaine d'une investiture rituelle remonte au sacre du roi Wamba en 672 raconté par Julien de Tolède dans son Historia Wambae regis, même s'il est possible que d'autres cérémonies aient pu avoir lieu auparavant (peut-être même à l'occasion de la conversion de Récarède en 589). Rappelant les onctions bibliques des rois d'Israël mais étant encore inédit dans le monde occidental du Moyen Âge, le rituel du sacre sera ensuite exporté dans les royaumes francs à partir de 751 par Pépin le Bref, et dans les seigneuries irlandaises dès 794.
Se déroulant dans l'église prétorienne Pierre et Paul à Tolède après l'élection, Wamba prête serment devant l'autel, avant d'être oint par l'archevêque Quiricius selon le rituel fixé par le IVe concile de Tolède. L'onction n'a cependant qu'une portée symbolique limitée, n'agissant que comme une confirmation déclarative du pouvoir exercé. Ce n'est qu'après l'élection et le sacre d'Ervige en 680 et lors des débats du XIIe concile de Tolède que le sacre sera alors désigné comme un élément important, sinon constitutif, du pouvoir souverain wisigothique.
En prétextant la continuité de souveraineté, la cérémonie du sacre et les divers attributs de la monarchie wisigothique (notamment la couronne) seront par la suite repris par les royaumes des Asturies, de León et de Galice.

### Couronnements hispaniques médiévaux

#### Castille et León
Dans le royaume de León, l'onction réapparait pour Ordoño II dans une logique de réaffirmation chrétienne de l'autorité monarchique. Dans cette même volonté de glorification, le port d'un diadème royal devient fréquent au XIe siècle, et une véritable cérémonie de couronnement apparait de manière certaine sous Alphonse VII. Les descriptions des investitures des rois de Castille, parvenues à nous via le Libro de la Coronación de los Reyes de Castilla (en français, Livre du couronnement du roi de Castille) ou par les chroniques de Luc de Tuy, indiquent des différences majeures dans les diverses cérémonies effectuées au cours de l'Histoire. Cependant, il est tout de même possible d'en dégager certains traits communs.

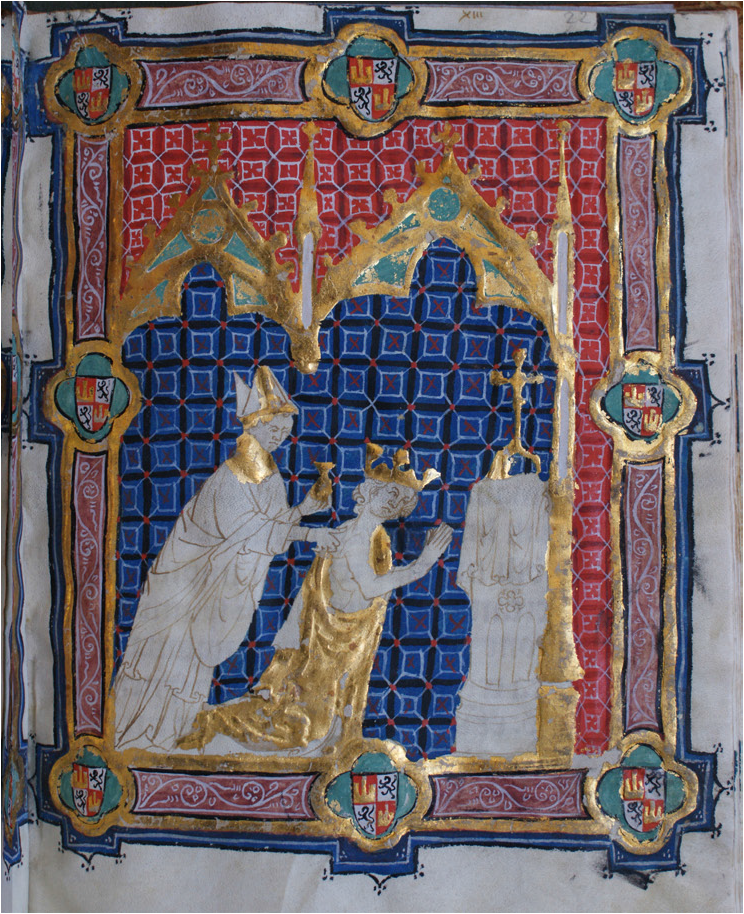
Onction d'Alphonse XI de Castille sur l'épaule droite (enluminure inachevée du Libro de la Coronación de los Reyes de Castilla).

Le sacre d'Alphonse XI débuta par un adoubement sur l'autel de la cathédrale de Saint-Jacques-de-Compostelle par un automate portant les traits de saint Jacques (pour que le roi ne soit redevable à personne de son statut),. Ensuite, il retourna à Burgos pour recevoir l'onction sur son épaule droite, puis pour s'autocouronner avec le diadème royal. Cependant, ce sacre sera l'une des dernières représentations de rituels sacrés d'intronisation. Les investitures suivantes seront plutôt basée sur une idéologie guerrière née dans l'esprit de la Reconquista et mettront en scène les traditions d'un cheval royal (pouvant uniquement être monté par le souverain) et d'un hissement de bannière sous les vivats de la population. Le baisemain des grands seigneurs restent pour sa part comme un vestige du système féodal castillan, en un geste d'hommage à son suzerain. Divers serments peuvent aussi être prêtés par le souverain ou par les grands seigneurs.
Pour être bref, hormis le sacre d'Alphonse XI, les cérémonies sacrées d'investitures royales disparaissent quasiment après le sacre d' Alphonse VII en 1035 : il n'y aura pas de sacre dans les deux siècles avant 1332 et plus aucun par la suite, tandis qu'il n'y aura que deux autres couronnements après celui de 1332 (le dernier se déroula en 1379 pour Jean Ier de Castille). Le peu de cérémonies d'investitures rituelles semblent indiquer le peu d'intérêt de la monarchie pour le caractère sacré du couronnement ou de l'onction, désintérêt qu'il est possible d'expliquer par les grands tumultes compris entre les règnes d'Alphonse XI et d'Isabelle la Catholique et par la volonté de légitimation par la guerre plutôt que par le sacre.

#### Aragon

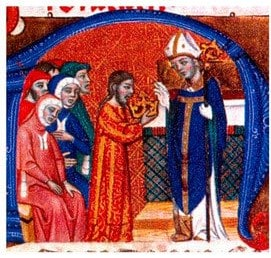
Autocouronnement de Pierre IV d'Aragon.

Dans le royaume d'Aragon, la pratique du couronnement apparait en 1204 avec le couronnement de Pierre II à Rome par Innocent III sous la forme d'un couronnement « impérial ». Le pape fulmine l'année suivante une bulle permettant au roi d'Aragon d'être couronné à Saragosse par l'archevêque de Tarragone, mais sous la condition de l'accord du Saint-Siège. Si Jacques Ier cherche à réduire l'emprise pontificale et déclare avoir obtenu son royaume par la conquête sur les musulmans, son fils Pierre III d'Aragon décida tout de même d'avoir un couronnement, mais sans demander au préalable l'accord de la papauté.
En 1286, Alphonse III fixa les quatre éléments constitutifs du rituel d'investiture : onction, couronnement, adoubement et enfin serment mutuel de loyauté entre le souverain et ses sujets. S'écartant de tout intermédiaire civil ou ecclésiastique pour l'acquisition de son statut royal, la cérémonie accorde une bonne place à l'idéologie guerrière (marquée par la place importante de l'épée parmi les regalias) et se rapproche des cérémonies castillanes (notamment l'adoubement par un automate de saint Jacques). La prestation de serment reconnait les Fueros aragonais, considérés comme base de l'ensemble juridique, et le souverain jure solennellement de les maintenir en vigueur.
Contrairement à la Castille où de telles cérémonies s'effectuent de moins en moins, les investitures des rois d'Aragon se poursuivent et cherchent même à renforcer leurs magnificences pour devenir des événements inoubliables, où elles seront racontées par les chroniques de Ramon Muntaner et de Pierre IV. Le dernier grand changement cérémoniel sera la décision d'Alphonse le Bénin de s'autocouronner, l'évêque de Tolède se contentant de le bénir. Malgré la volonté de l'archevêque de Tarragone de revenir à l'ancienne méthode, Pierre IV d'Aragon décida d'institutionnaliser les actes de son père et s'autocouronna donc à Saragosse en 1336, dans une cérémonie tellement planifiée qu'il y gagna le surnom de « Pierre le Cérémonieux ». Les célébrations de couronnements, parfois moins fastueuses, se déroulèrent ainsi jusqu'au moins 1414.

#### Navarre
Dans le royaume de Navarre, les investitures se déroulent dans la capitale de Pampelune et se composent de quatre rituels à savoir un serment mutuel entre le souverain et ses sujets, une onction, un couronnement et enfin une élévation sur un bouclier.
Introduit par la volonté de sécuriser le pacte social entre le monarque et les élites, un serment royal fait son apparition en 1234 pour l'intronisation du comte Thibaut de Champagne et devient un élément central des investitures royales suivantes. Repris lors du rétablissement de l'autonomie navarraise sous García V, il consiste pour le souverain à promettre solennellement de maintenir « tous vos fueros, ordonnances, usages, coutumes et franchises, exemptions, libertés, privilèges et offices, que chacun de vous, présent et absent, possède [et] qui ne sont interprétés que pour l'utilité, le profit et l'honneur du Royaume ». En échange, les trois ordres jurent chacun à leur tour : « Nous jurons et promettons de lui être fidèles, de lui obéir et de le servir comme roi et seigneur naturel [...], de l’aider à maintenir ses droits et son statut et à défendre le Royaume ».

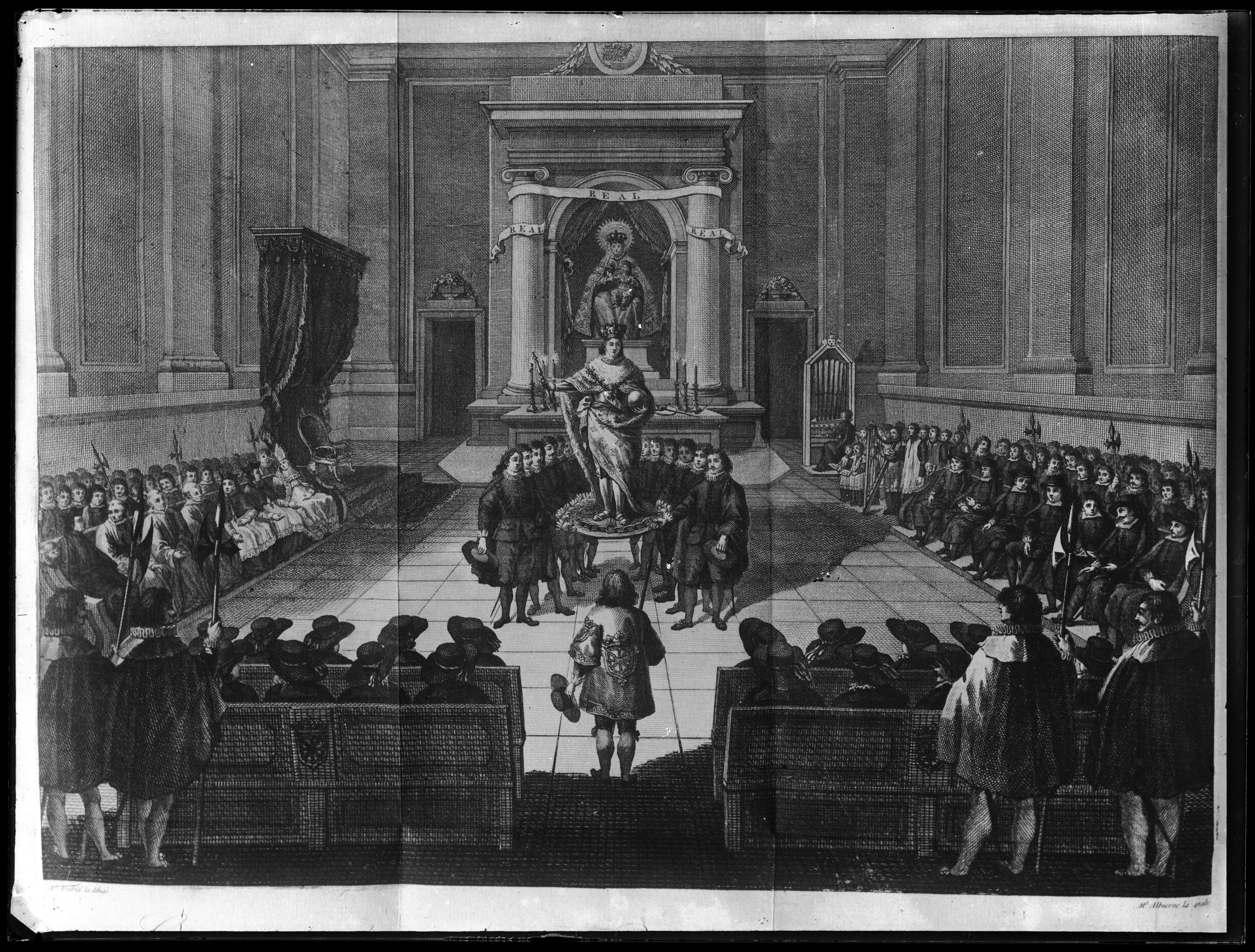
Élévation sur un bouclier de Jeanne d'Albret en 1555.

Le premier couronnement navarrais n'a lieu qu'en 1257 et n'est alors pratiqué que sporadiquement. Ce n'est qu'en 1350 que Charles II de Navarre rétablit le couronnement de manière définitive, et qui deviendra un autocouronnement sous Charles III en 1390 L'élévation sur un bouclier rappelle les anciennes traditions germaniques et renforcent encore plus cette image d'une monarchie populaire. Le souverain était alors soulevé par les grands seigneurs de son royaume au cri de « Real ! Real ! Real ! » (signifiant « Roi » en espagnol).
Pour le couronnement de Catherine de Navarre et de son mari Jean d'Albret le 10 janvier 1494, les deux époux s'installent sur des trônes avant de prêter serment, de recevoir l'onction de l'évêque de Couserans (l’archevêque de Pampelune étant alors absent), d'être couronnés et portés sur des boucliers. Même si la reine Jeanne d'Albret effectua une cérémonie de couronnement en 1555 dans ce qui restait de son royaume après les conquêtes castillanes de 1512, les traditions d'investitures navarraises furent abandonnées (à l'exception de la prestation de serment mutuel qui continua d'être effectué par les rois de Castille puis par des vice-rois).

### Fusion des couronnes
Après l'union personnelle de la Castille et de l'Aragon et l'installation de la dynastie des Habsbourg sur le trône espagnol, les cérémonies de couronnements disparaissent complètement. L'investiture devient alors un mélange du principe d'hérédité et d'élection par acclamation populaire, puis par présentation aux Cortes. Cependant, certains rituels comme le serment mutuel entre souverain et sujets restèrent encore en vigueur.

### Assermentations
La prestation d'un serment constitutionnel royal apparait en Espagne après la mise en place de la Constitution de 1876. Dans son article 45, cette dernière prévoit que le Roi et qu'un éventuel Régent doivent prêter serment de « garder la Constitution et les lois ». Ainsi le 10 mai 1902, une fois ses 16 ans atteints (âge de la majorité royale), le roi Alphonse XIII se rendit au Palais des Cortès pour effectuer son serment. Alors que la sceptre et la couronne royale d'Espagne se trouvait sur un pupitre proche, il enleva son gant droit, mis la main sur la Bible tenue par le duc de Bivona et dit :
« Juro por Dios, sobre los Santos Evangelios, guardar la Constitución y las Leyes. Si así lo hiciere, Dios me lo premie. Y, si no, me lo demande. »
« Je jure devant Dieu, sur les saints Évangiles, de garder la Constitution et les lois. Si je le fais, Dieu me récompense. Et sinon, poursuivez-moi. »

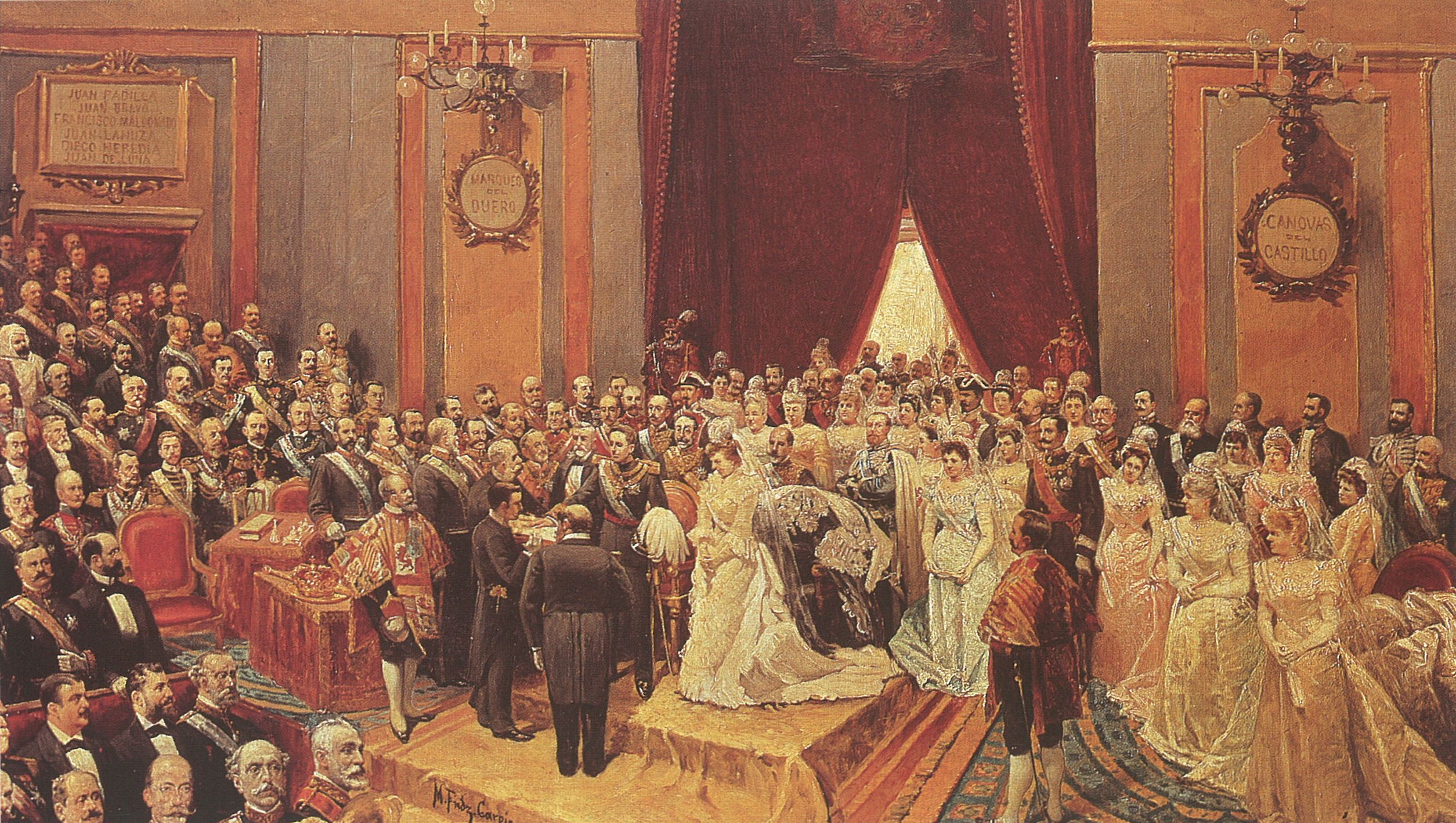
Prestation de serment d'Alphonse XIII.

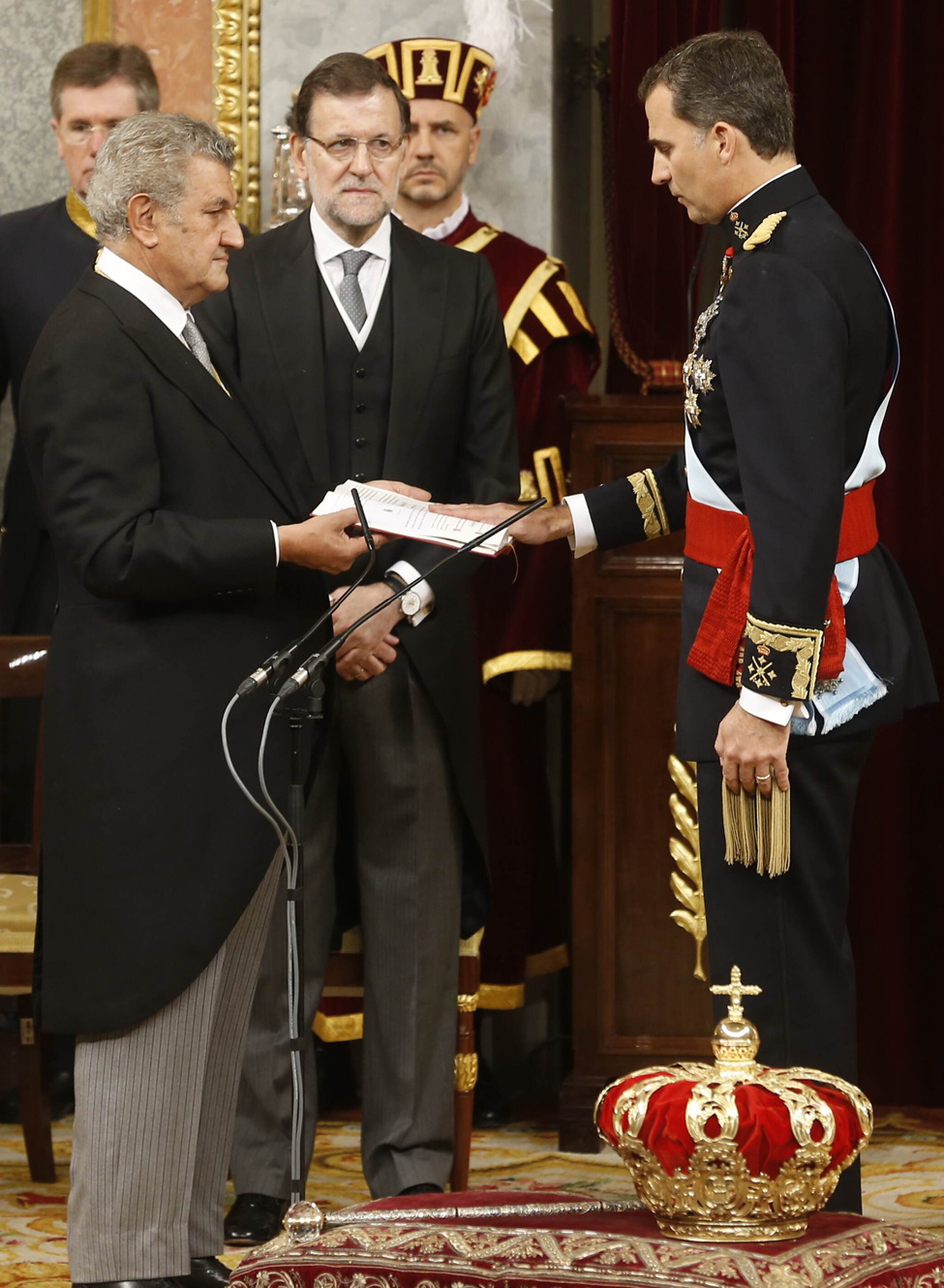
Prestation de serment de Felipe VI, le 19 juin 2014.

Après les diverses révolutions et guerres affrontées par l'Espagne, un nouveau serment fut effectué en 1975, deux jours après la mort de Francisco Franco. Cette fois, c'est en prince d'Espagne que Juan Carlos rentre dans l'hémicycle (Alphonse XIII, en tant que fils posthume d'Alphonse XII, était roi depuis sa naissance). Le président du Conseil de Régence déclame les paroles d'usages et tient une Bible sur laquelle le prince pose sa main, avant que ce dernier ne puisse répondre :
« Juro por Dios, y sobre los santos Evangelios, cumplir y hacer cumplir las Leyes Fundamentales del Reino y guardar lealtad a los Principios que informan el Movimiento Nacional. »
« Je jure devant Dieu, et sur les saints Évangiles, d'accomplir et d'appliquer les lois fondamentales du Royaume et de rester fidèle aux principes qui informent le Mouvement national. »
La dernière prestation de serment eu lieu le 19 juin 2014, à l'occasion de la proclamation du roi Felipe VI.

## Déroulement
Le déroulement décrit ici correspond à la prestation de serment du roi Felipe VI. Des différences existent donc avec les cérémonies précédentes.

### Avant la cérémonie
Dans le royaume d'Espagne, les abdications doivent être enregistrées via un loi organique. C'est ce qui se déroula le 18 juin 2014, pour officialiser l'abdication du roi Juan Carlos Ier et permettre l'investiture de son fils Felipe, prince des Asturies. Le lendemain, 19 juin 2014, la cérémonie de prestation de serment prévue par l'article 61 de la Constitution espagnole de 1978 est organisée.
Avant la session devant les Cortes Generales, vers 9 h 30, le roi Juan Carlos décore d'une écharpe de général son fils en grand uniforme de l'armée espagnole. À l'entrée du palais des Cortès, une garde d'honneur rend hommage au futur souverain, qui viendra ensuite effectuer une revue des troupes et assister à une parade en tant que roi d'Espagne.

### Cérémonie au palais des Cortès
Lors de cette session, l'ensemble des Cortes Generales, des membres du Conseil des ministres et des présidents des communautés autonomes sont présents. La famille royale d'Espagne est aussi présente, à l'exception de l'ancien roi Juan Carlos. Présence proche des symboles de la monarchie. Le président du Congrès des députés déclame :
« Señor, las Cortes Generales están reunidas para recibir el juramento que venís a prestar como Rey de España conforme al artículo 61 de la Constitución. »
« Monsieur, les Cortes Generales se réunissent pour recevoir le serment que vous venez prêter comme roi d'Espagne conformément à l'article 61 de la Constitution. »
Le prince répond, la main sur la Constitution :
« Juro desempeñar fielmente mis funciones, guardar y hacer guardar la Constitución y las leyes y respetar los derechos de los ciudadanos y de las Comunidades Autónomas. »
« Je jure d'accomplir fidèlement mes devoirs, de faire respecter et faire respecter la Constitution et les lois et de respecter les droits des citoyens et des communautés autonomes. »
Einfin, le président du Congrès des députés proclame la formule finale :
« Señor, las Cortes Generales acaban de recibir el juramento que vuestra majestad ha prestado, en cumplimiento de la Constitución queda proclamado Rey de España Don Felipe de Borbón y Grecia, que reinará con el nombre de Felipe VI. »
« Monsieur, les Cortes Generales viennent de recevoir le serment que Votre Majesté a prêté, conformément à la Constitution, Don Felipe de Borbón y Grecia est proclamé roi d'Espagne, qui régnera sous le nom de Felipe VI. »
Tandis que les membres de l'assistance émettent des vivats, l'hymne national espagnol se fait entendre. Le roi pronconce alors un discours qu'il termine par des remerciements dans quatre langues (espagnol, catalan, basque et galicien). La famille royale assiste ensuite à une parade militaire, avant de retourner en voiture ouverte au palais royal de Madrid, et d'apparaitre au balcon pour saluer la foule.